# Il barbiere di Siviglia (Morlacchi)
Il barbiere di Siviglia è un dramma giocoso in quattro atti del compositore Francesco Morlacchi su libretto di Giuseppe Petrosellini, il quale fu originariamente messo in musica da Giovanni Paisiello nel 1782.

## Discografia
- 1989 - Alessandra Ruffini (Rosina), Maurizio Comencini (Il Conte), Giorgio Gatti (Bartolo), Romano Franceschetto (Figaro), Aurio Tomicich (Basilio), Carlo Putelli (Giovinetto/Un Capo di Giustizia), Massimo Valentini (Lo Svegliato/Un Notaio) - Direttore: Gabriele Catalucci - Orchestra Giovanile In Canto Di Terni - Registrazione dal vivo - Bongiovanni GB 2085/86[1]